# Bitwa pod Coutras
Bitwa pod Cotras – starcie zbrojne, które miało miejsce w październiku 1587 roku w czasie wojny religijnej między hugenotami a katolikami.
W starciu tym hugenockie wojska dowodzone przez Henryka króla Nawarry pokonały armię Ligi Katolickiej, dowodzoną przez Anne de Joyeuse. Do akcji rajtarów, która przesądziła o wyniku bitwy, doszło w momencie gdy Joyeuse poprowadził natarcie ciężkozbrojnych kopijników na centrum wojsk Henryka. Ogień piechoty króla Nawarry wprowadził zamieszanie wśród atakującej jazdy przeciwnika, na którą uderzyli rajtarzy Henryka, rozbijając jej szyki. Następnie rajtarzy ostrzelali kopijników księcia de Joyeuse, a on sam został otoczony i po chwili zastrzelony przez jednego z hugenotów.